# 1937 Pattern
1937 Pattern Web Equipment, также 37 Webbing — британская разгрузочная система, один из основных элементов снаряжения войск Великобритании и стран Содружества во время Второй мировой войны и в послевоенный период, до замены на РПС образца 1958 года («58 pattern»).

## История
Происходившие в британской армии в течение 1930-х годов изменения, в частности, появление новых образцов оружия (например, ручной пулемёт Bren) и планируемая её механизация, привели к необходимости разработки нового типа разгрузочной системы. Внедрение оружия с высокой скорострельностью означало, что солдатам придётся носить с собой больше боеприпасов, а механизация подразумевала не только насыщение пехоты моторизованными транспортными средствами, но и требования к возможности свободно передвигаться в подобной разгрузке внутри них. Всё более сложный характер боевых действий и различных задач, которые должны были выполнять солдаты и военнослужащие вспомогательных служб, предполагал, что за счёт использования взаимозаменяемых элементов снаряжения для применения в конкретных ситуациях, этот новый тип сможет облегчить выполнение обязанностей солдата, сообразно его роли в бою.
На тот момент в вооружённых силах Великобритании применялась амуниция «1925 Pattern», пришедшая на смену разгрузочной системе «1908 Pattern» времён Первой мировой войны. Эскиз новой разгрузки был одобрен 8 июня 1938 года, а массово выдавать её стали годом позже.
К концу Второй мировой войны для войск, сражающихся на Тихоокеанском ТВД, было выпущено некоторое количество снаряжения образца 1937 года в расцветке jungle green, а позже был введен специально разработанный для влажных условий джунглей новый его тип, 44 Pattern, более лёгкий, быстрее сохнущий и защищённый от гниения. Однако, несмотря на то, что этот новый тип продолжал использоваться британской армией в различных колониальных конфликтах уже после Второй мировой войны, он так не заменил окончательно предыдущий образец; оба они использовались вплоть до появления комплекта 58 Pattern. Но даже и тогда довоенное снаряжение оставалось в частях второй линии и вспомогательных службах, например у медиков (RAMC) — до начала 1970-х годов и по состоянию на начало 1990-х годов оно всё ещё выдавалось курсантам военных академий.

## Описание
Снаряжение «1937 Pattern Webbing» изготавливалось из хлопчатобумажной тесьмы, нити которой были предварительно окрашены и обработаны гидрофобным составом. Металлические элементы производились различными частными компаниями из штампованной латуни (после войны — из чернёной стали). Для Армии оно выпускалось в цвете хаки (который затем можно было подкрасить в нужный оттенок, чаще всего в светло-зелёный, специальной защитной пастой «Blanco») и в сине-сером для Королевских ВВС; (у последних кобуры и патронные подсумки для револьверов оставались предыдущего образца). В частях военной полиции снаряжение выбеливали посредством того же «Blanco».
Стандартные комплект снаряжения включал поясной ремень (выпускался в размерах Normal и Large), 2 перекрещивающиеся за спиной плечевые лямки, подсумки под патроны .303 (постепенно уступившие место «универсальным» подсумкам, позволявшим носить боеприпасы для широкой гаммы использовавшегося в британской армии стрелкового оружия и гранаты), чехол для фляги, а также большой и малый ранцы.
Большой ранец (следовавший за владельцем в обозе, за исключением маршей с полной выкладкой) и чехол для складного шанцевого инструмента остались прежними из комплекта снаряжения периода Первой мировой войны, хотя сам инструмент выдавался в модифицированном варианте, а затем был вновь введён в 1941 году и с новым чехлом — тем не менее, под наименованием P.1937. Также выдавались лопасти для штыков винтовок Ли-Энфилд обр.1907 и её модификации «No.4 Rifle». Перечисленные выше элементы могли собираться в различных комбинациях в полевой и походный комплекты.
Кроме того, имелись различные дополнительные предметы снаряжения для офицеров или членов экипажей бронетехники, например, футляры для биноклей, подсумки для пистолетных обойм и компасов (внешне идентичные пистолетным, но с войлочной набивкой внутри), а также планшеты и кобуры различных типов для револьвера Энфилда (в частях Королевского бронетанкового корпуса был свой тип, носимый на бедре).
Был выпущен ряд предметов, которые соответствовали 37 Pattern по способу креплению и материалу, но фактически не были частью снаряжения образца 1937 года, например, бандольер для магазинов пистолета-пулемёта Sten, выдававшийся парашютистам, или мешок для запасного ствола и сумка принадлежности к пулемёту Bren.

## Галерея
- Часть снаряжения "Pattern '37": ремень, лямки, подсумки и малый рюкзак, лицевая сторона.
- Тот же комплект, оборотная сторона.
- Части индийской армии, прибывшие в Сингапур, ноябрь 1941 года.
- Британские военные реконструкторы в униформе периода Второй мировой. Джерси, 9 мая 2007 года.